# 樫崎茜
樫崎 茜（かしざき あかね、1980年 - ）は、日本の児童文学作家。

## 略歴
長野県生まれ。
2006年「ファントムペイン」で講談社児童文学新人賞佳作受賞。2007年のデビュー作『ボクシング・デイ』で椋鳩十児童文学賞受賞。2010年の『満月のさじかげん』で日本児童文学者協会新人賞受賞。

## 著書
- 『ボクシング・デイ』(講談社） 2007年12月 ISBN 978-4-06-214423-0 、のち講談社文庫 2010年12月 ISBN 978-4-06-276816-0
- 『ヨルの神さま』(講談社） 2008年11月 ISBN 978-4-06-215099-6
- 『満月のさじかげん』(講談社） 2010年7月 ISBN 978-4-06-216352-1
- 『ぼくたちの骨』(講談社） 2012年9月 ISBN 978-4-06-217861-7
- 『声をきかせて』(講談社） 2013年7月 ISBN 978-4-06-218326-0
- 『ヴンダーカンマー ここは魅惑の博物館』(理論社） 2018年10月 ISBN 978-4-7743-3027-3
- 『星くずクライミング』(くもん出版） 2019年11月 ISBN 978-4-7743-3027-3
- 『わたしのビーナス スポーツのおはなし - スポーツクライミング』(講談社） 2019年12月 ISBN 978-4-06-517471-5
- 『手で見る僕の世界は』（くもん出版） 2022年11月

### アンソロジー
「」内が樫崎茜の作品
- 『くいしんぼうなおばけ ヘンなおばけの7つのお話』(ポプラ社） 2008年11月 ISBN 978-4-591-10529-0

「くいしんぼうなおばけ」（絵:武田美穂）
- 『こわがりやの忍者 7人の忍者のドキドキなお話』(ポプラ社） 2009年3月 ISBN 978-4-591-10785-0

「なまけものの忍者」（絵:永盛綾子）
- 『初恋リアル YA! アンソロジー』(香坂直, 菅野雪虫, 片川優子, 椰月美智子共著、講談社） 2009年9月 ISBN 978-4-06-269422-3

「ローリングストーン」
- 『この世でいちばん好きなのは、回転ずし おいしいたべもの屋さんの7つのお話』(ポプラ社） 2009年10月 ISBN 978-4-591-11180-2

「パン屋のミーナさん」（絵:つじむらあやこ）
- 『空とぶ魔法、教えます! 魔女の魔法アイテム7つのお話』(ポプラ社） 2010年3月 ISBN 978-4-591-11618-0

「いたずら大好き、摩太郎くん」（絵:伊東美貴）
- 『あまからすっぱい物語3 ゆめの味』(小学館） 2016年6月 ISBN 978-4-09-289750-2

「その夏の、与之丞」
- 『本当にあった? 恐怖のお話 怪』(PHP研究所） 2018年3月 ISBN 978-4-569-78741-1

「トリプル☆絶叫コースター」

### 雑誌
- 「群像」 2009年5月号（講談社） 2009年5月 全国書誌番号:00006202

「うそ」
- 「日本児童文学」 2012年7、8月号（日本児童文学者協会） 2012年7月 ISSN 0549-3358

「とけない氷」
- 「鬼ヶ島通信」 50+14号（鬼ヶ島通信社） 2014年冬号 全国書誌番号:00115601

「ある日」